# Stéphane Le Foll

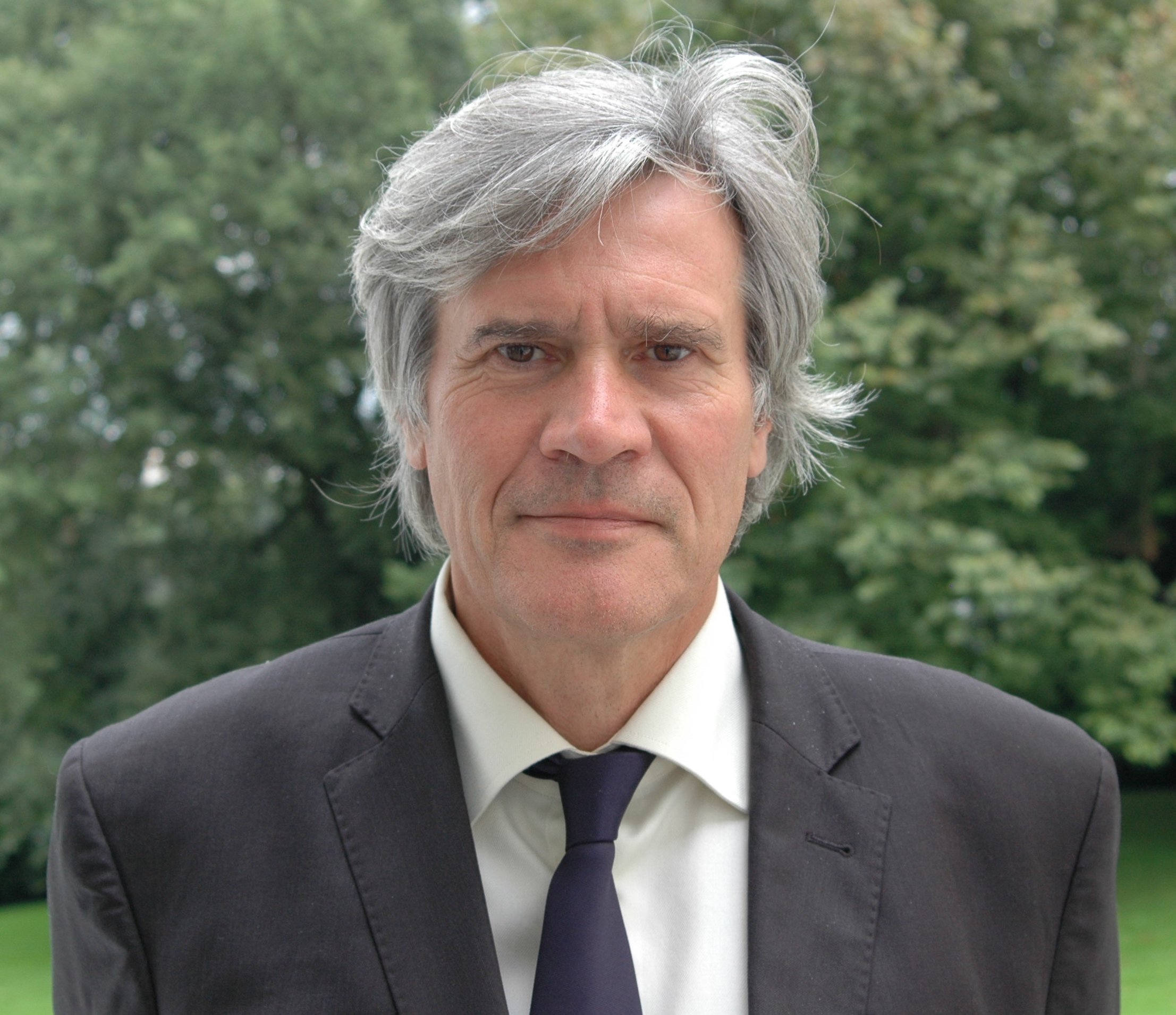
Stéphane Le Foll (2014)

Stéphane Le Foll (ur. 9 lutego 1960 w Le Mans) – francuski polityk, eurodeputowany, od 2012 do 2017 minister rolnictwa.

## Życiorys
Ukończył studia z zakresu ekonomii. Uzyskał też dyplom specjalistycznych studiów zawodowych w Conservatoire national des arts et métiers. Pracował jako nauczyciel w szkołach średnich, następnie jako wykładowca akademicki na Université de Nantes.
Od 1997 do 2004 zajmował stanowisko dyrektora biura pierwszego sekretarza Partii Socjalistycznej, François Hollande. Od 1983 do 1995 był radnym Longnes, później został radnym Le Mans.
W wyborach w 2004 uzyskał mandat posła do Parlamentu Europejskiego. Przystąpił do grupy Partii Europejskich Socjalistów, objął funkcję wiceprzewodniczącego Komisji Rolnictwa i Rozwoju Wsi. W 2009 został wybrany na kolejną kadencję.
16 maja 2012 objął urząd ministra rolnictwa w rządzie, którego premierem został Jean-Marc Ayrault. Utrzymał to stanowisko także w drugim rządzie tego samego premiera (od 21 czerwca 2012), uzyskując wcześniej w wyborach parlamentarnych mandat deputowanego do Zgromadzenia Narodowego XIV kadencji.
2 kwietnia 2014 ponownie powierzono mu sprawowanie urzędu ministra rolnictwa w rządzie Manuela Vallsa, został jednocześnie nowym rzecznikiem prasowym rządu. Pozostał na tych stanowiskach również w powołanym w sierpniu 2014 drugim gabinecie tegoż premiera oraz w utworzonym w grudniu 2016 rządzie Bernarda Cazeneuve’a. Zakończył urzędowanie wraz z całym gabinetem w maju 2017. W wyborach w tym samym roku z powodzeniem ubiegał się o poselską reelekcję.
14 czerwca 2018 objął stanowisko mera Le Mans (reelekcja w 2020).

## Odznaczenia
- Komandor Orderu Zasługi Rolniczej (z urzędu, 2012)[8]
- Komandor Orderu Zasługi Morskiej (z urzędu, 2012)[9]